# Coupe de la CEMAC 2005
Navigation
Édition précédente Édition suivante
La Coupe de la CEMAC 2005 est la neuvième édition de cette compétition d'Afrique centrale. Organisée au Gabon (tous les matchs se déroulent à Libreville), elle est remportée par le Cameroun.

## Phase de groupes
Les deux premiers de chaque groupe se qualifient pour la phase finale.

### Groupe A
| Rang | Équipe                    | Pts | J | G | N | P | Bp | Bc | Diff |  | Résultats (▼ dom., ► ext.) |  |     |     |
| ---- | ------------------------- | --- | - | - | - | - | -- | -- | ---- |  | -------------------------- |  | --- | --- |
| 1    | Gabon                     | 6   | 2 | 2 | 0 | 0 | 5  | 0  | +5   |  | Gabon                      |  | 1-0 | 4-0 |
| 2    | République du Congo       | 3   | 2 | 1 | 0 | 1 | 1  | 1  | 0    |  | République du Congo        |  |     | 1-0 |
| 3    | République centrafricaine | 0   | 2 | 0 | 0 | 2 | 0  | 5  | -5   |  | République centrafricaine  |  |     |     |

### Groupe B
| Rang | Équipe             | Pts | J | G | N | P | Bp | Bc | Diff |  | Résultats (▼ dom., ► ext.) |  |     |     |
| ---- | ------------------ | --- | - | - | - | - | -- | -- | ---- |  | -------------------------- |  | --- | --- |
| 1    | Cameroun           | 4   | 2 | 1 | 1 | 0 | 4  | 1  | +3   |  | Cameroun                   |  | 1-1 | 3-0 |
| 2    | Tchad              | 2   | 2 | 0 | 2 | 0 | 1  | 1  | 0    |  | Tchad                      |  |     | 0-0 |
| 3    | Guinée équatoriale | 1   | 2 | 0 | 1 | 1 | 0  | 3  | -3   |  | Guinée équatoriale         |  |     |     |

## Phase finale
Le cas échéant, le score de la séance de tirs au but est indiqué entre parenthèses.
|  | Demi-finales        | Demi-finales    |                        |       | Finale          | Finale          |
|  | Demi-finales        | Demi-finales    |                        |       | Finale          | Finale          |
|  |                     |                 |                        |       |                 |                 |
|  | 10 février 2005     | 10 février 2005 |                        |       | 12 février 2005 | 12 février 2005 |
|  | 10 février 2005     | 10 février 2005 |                        |       | 12 février 2005 | 12 février 2005 |
|  | Gabon               | 2               |                        |       | 12 février 2005 | 12 février 2005 |
|  | Gabon               | 2               |                        |       | 12 février 2005 | 12 février 2005 |
|  | Tchad               | 3               |                        |       | 12 février 2005 | 12 février 2005 |
|  | Tchad               | 3               | Tchad                  | 0     |                 |                 |
|  | 10 février 2005     |                 | Tchad                  | 0     |                 |                 |
|  |                     | Cameroun        | 1                      |       |                 |                 |
|  | Cameroun            | Cameroun        | 1                      | 0 (4) |                 |                 |
|  | Cameroun            |                 |                        | 0 (4) |                 |                 |
|  | République du Congo | 0 (3)           |                        |       |                 |                 |
|  | République du Congo | 0 (3)           | Match pour la 3e place |       |                 |                 |
|  |                     |                 |                        |       |                 |                 |
|  | 12 février 2005     |                 |                        |       |                 |                 |
|  |                     |                 |                        |       |                 |                 |
|  | Gabon               | 2               |                        |       |                 |                 |
|  | Gabon               | 2               |                        |       |                 |                 |
|  | République du Congo | 1               |                        |       |                 |                 |
|  | République du Congo | 1               |                        |       |                 |                 |

| Vainqueur de la Coupe de la CEMAC 2005 : Cameroun Sixième titre |